# 群馬県道・栃木県道66号桐生田沼線
群馬県道・栃木県道66号桐生田沼線（ぐんまけんどう・とちぎけんどう66ごう きりゅうたぬません）は、群馬県桐生市と栃木県佐野市を結ぶ県道（主要地方道）である。

## 概要
桐生市街地から桐生川に沿って北東に上り、桐生市北部の梅田地区（旧梅田村）に位置する梅田湖を梅田大橋で渡ってからは、南東に下り群馬・栃木県境や老越路峠を越えつつ彦間川に沿って佐野市の飛駒・下彦間・新合などの各地区を抜けて佐野市田沼町に至る道路である。
老越路峠の前後では行き違い困難な1車線の山道が続き、通行には注意を要する。
県道337号線との交差点から皆沢八幡宮付近までの約3kmにわたって125cc以上400cc以下の二輪車は土曜・日曜・休日の終日通行禁止という日本でも珍しい通行規制が行われている。

### 路線データ
- 総延長：不明（群馬県区間：不明、栃木県区間：19.438 km）
- 実延長：不明（群馬県区間：不明、栃木県区間：19.438 km）
- 起点：群馬県桐生市本町五丁目363番の7地先（本町五丁目交差点＝群馬県道3号前橋大間々桐生線・群馬県道68号桐生伊勢崎線交点）[1]
- 終点：栃木県佐野市田沼町（田沼上町西交差点＝国道293号・栃木県道16号佐野田沼線交点）
- 認定：1983年（昭和58年）1月17日

## 歴史
- 1959年（昭和34年）9月18日：群馬県より現・道路法に基づき、桐生市内の前々身路線にあたる県道梅田本町線（桐生市梅田町 - 同市本町、整理番号147）として路線認定される[2]。
  - 同時に、その前身路線にあたる県道桐生彦間線（桐生市 - 同市、整理番号68）が路線廃止される[3]。
- 1961年（昭和36年）4月1日：前身にあたる群馬県桐生市梅田町 - 栃木県安蘇郡田沼町の区間が、一般県道梅田田沼線として認定。
- 1966年（昭和41年）1月14日：桐生市内区間の前々身にあたる県道梅田本町線（桐生市梅田町 - 同市本町、整理番号1）が廃止される[4]。
- 1983年（昭和58年）1月17日：群馬県区間が、県道桐生田沼線（桐生市 - 〈栃木県安蘇郡田沼町〉、整理番号66）として路線認定される[5]。
  - 同日、前身にあたる群馬県区間の県道上藤生本町線（桐生市梅田町5丁目字上藤町 - 同市本町、整理番号230）、県道梅田田沼線（桐生市梅田町4丁目（落合） - 〈栃木県安蘇郡田沼町上町〉、整理番号311）が廃止される[6]。
- 1993年（平成5年）5月11日：建設省から、県道桐生田沼線が桐生田沼線として主要地方道に指定される[7]。

## 路線状況

### 重複区間
- 栃木県道208号飛駒足利線（佐野市飛駒町 - 佐野市下彦間町）

### 道路施設
- 梅田隧道（桐生市梅田町四丁目）
- 梅田大橋（梅田湖、桐生市梅田町四丁目 - 桐生市梅田町五丁目）

## 地理

### 通過する自治体
- 群馬県桐生市
- 栃木県佐野市

### 交差する道路

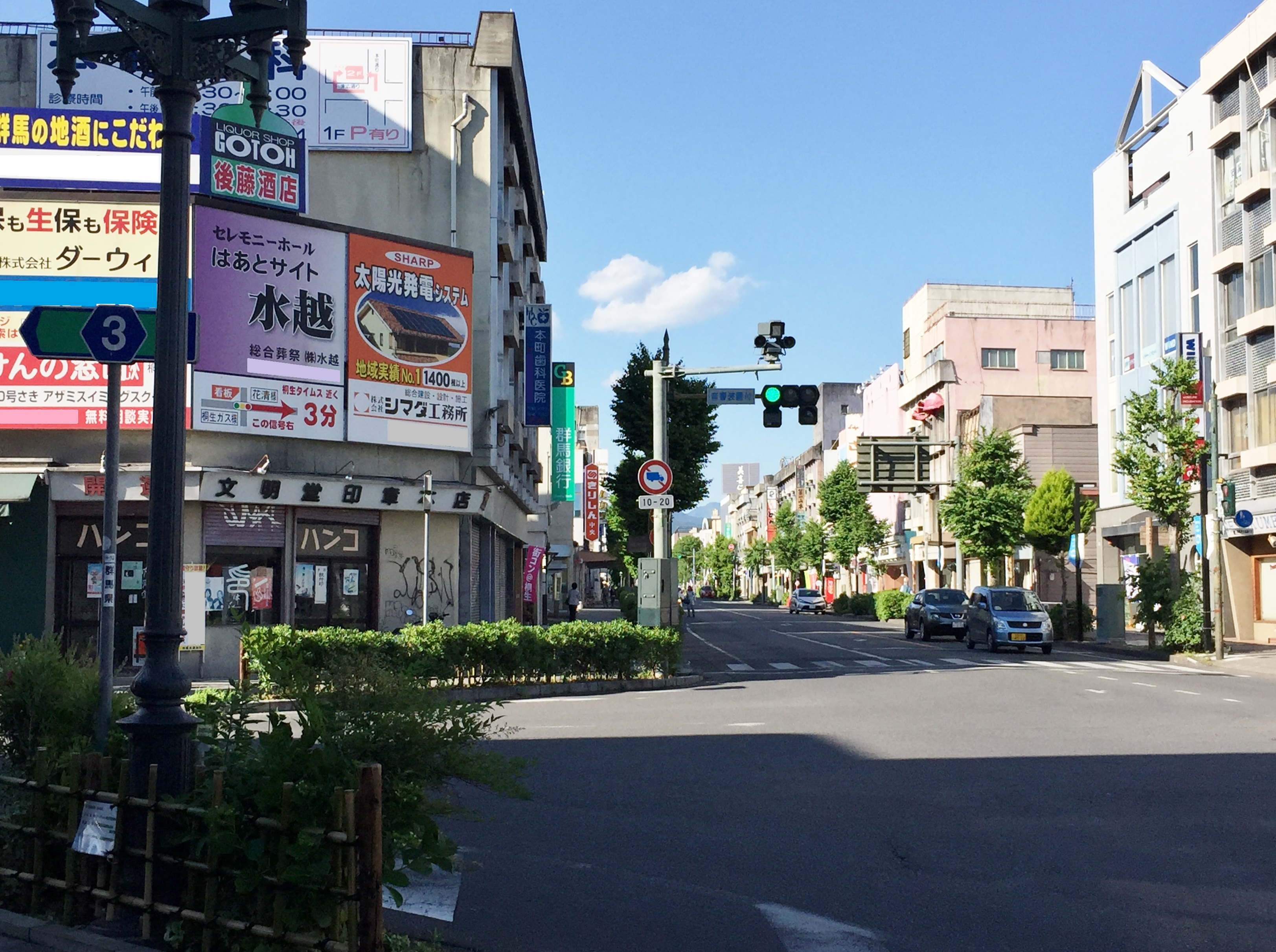
桐生市・本町5丁目交差点
（起点、2015年5月）
正面方向が当路線である

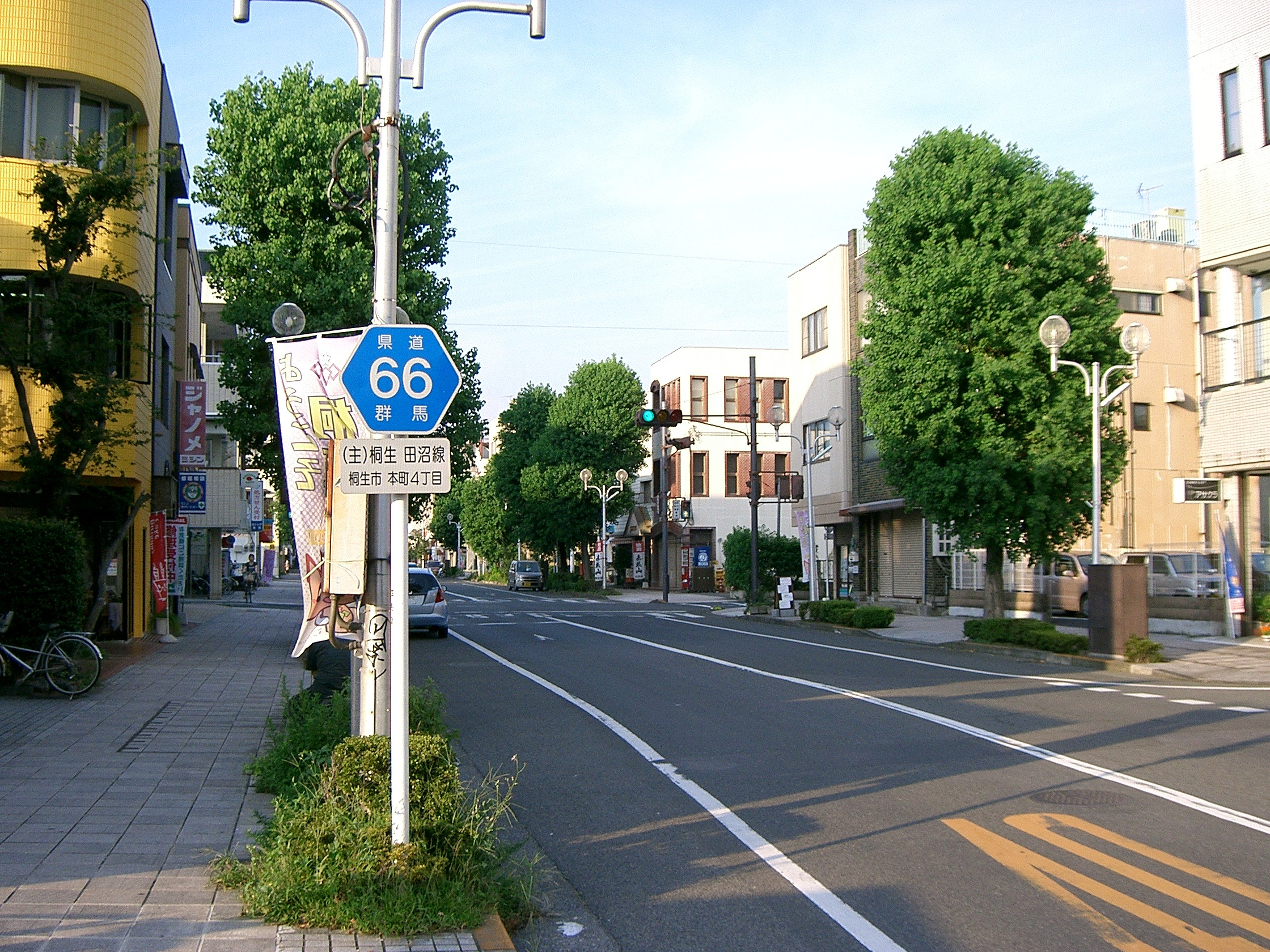
県道番号標識：起点付近
桐生市・本町4丁目交差点より北東を望む

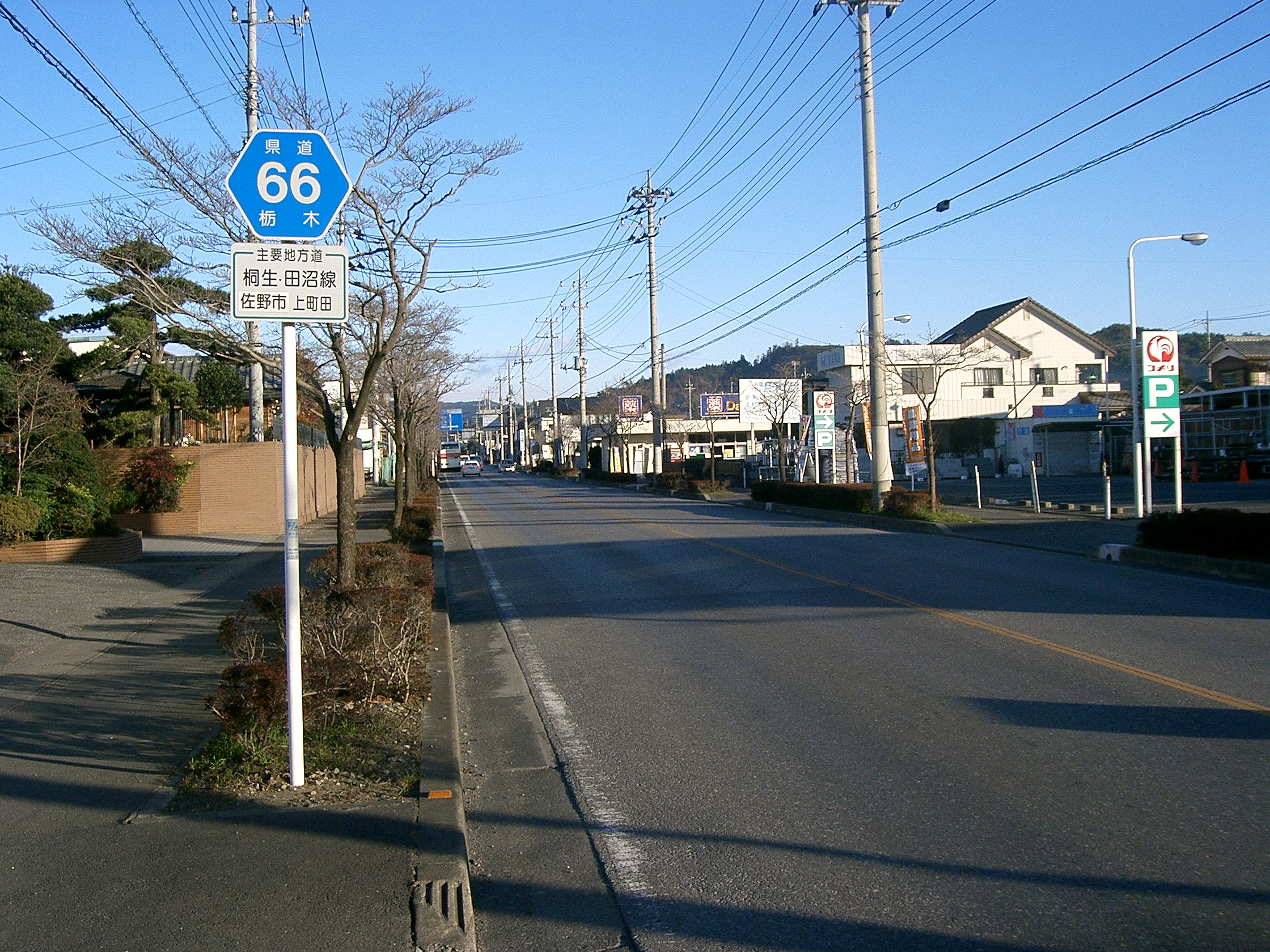
県道番号標識：終点
佐野市・田沼上町西交差点より北を望む

- 群馬県道3号前橋大間々桐生線・群馬県道68号桐生伊勢崎線（起点）
- 群馬県道227号小俣桐生線（桐生市・本町3丁目交差点）
- 群馬県道343号沢入桐生線（桐生市梅田町2丁目（梅田南小学校前））
- 群馬県道337号上藤生大洲線（桐生市梅田町4丁目（梅田大橋西））
- 栃木県道208号飛駒足利線（佐野市飛駒町）
- 栃木県道208号飛駒足利線（佐野市下彦間町）
- 栃木県道175号山形寺岡線（佐野市山形町）
- 栃木県道201号作原田沼線（佐野市戸奈良町）
- 国道293号・栃木県道16号佐野田沼線（終点）

## 沿線風景

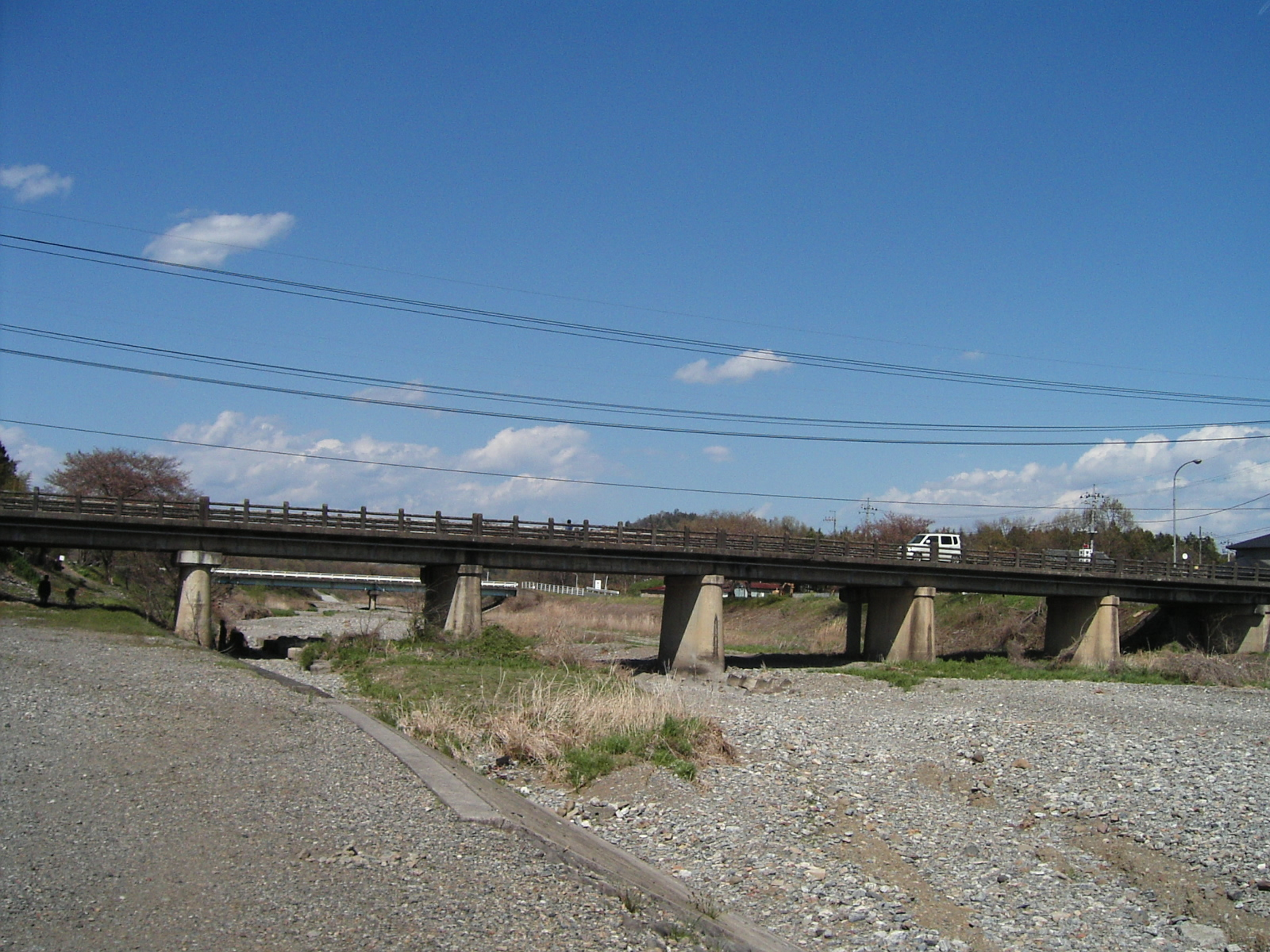
羽室橋
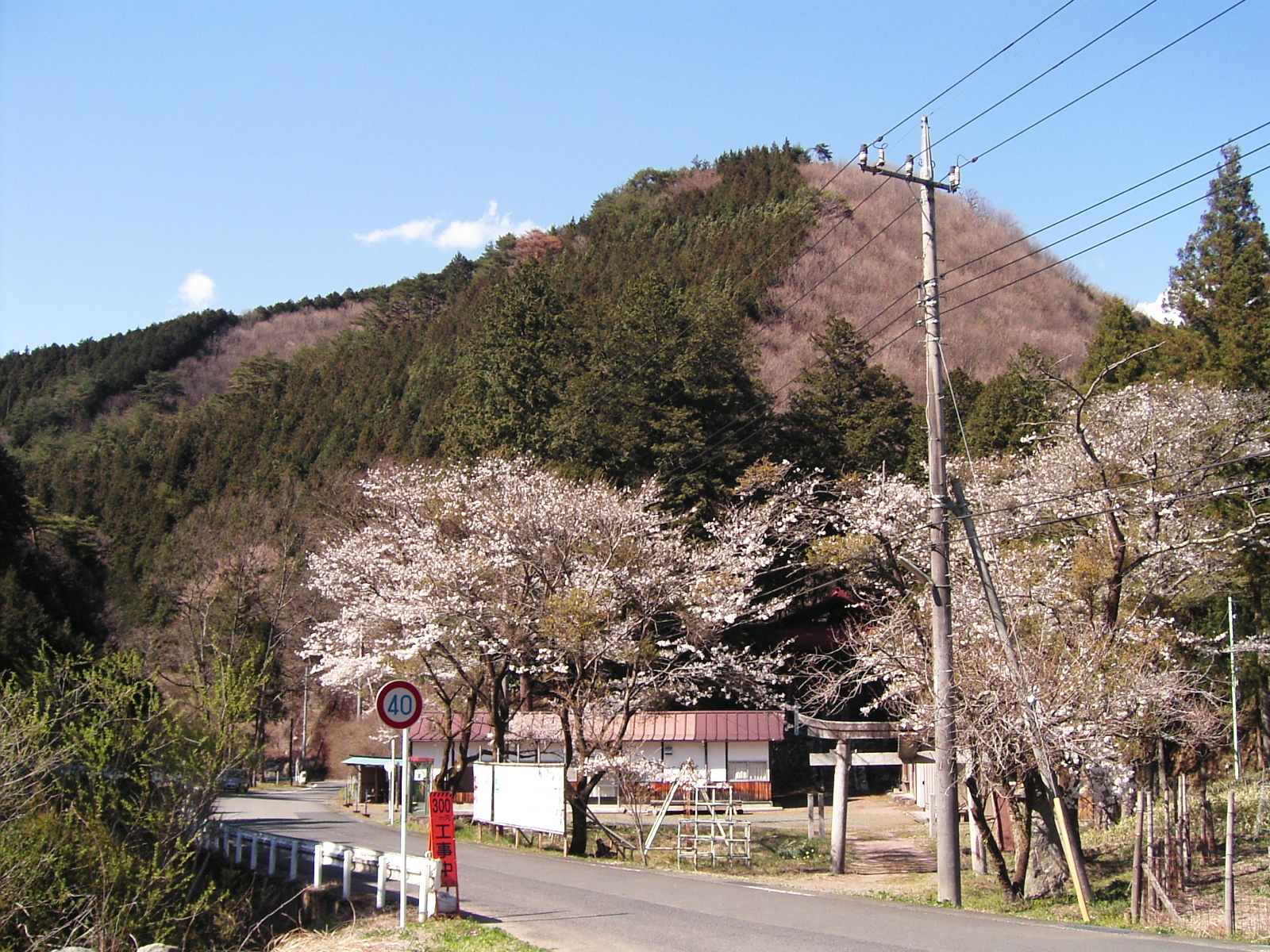
皆沢八幡宮
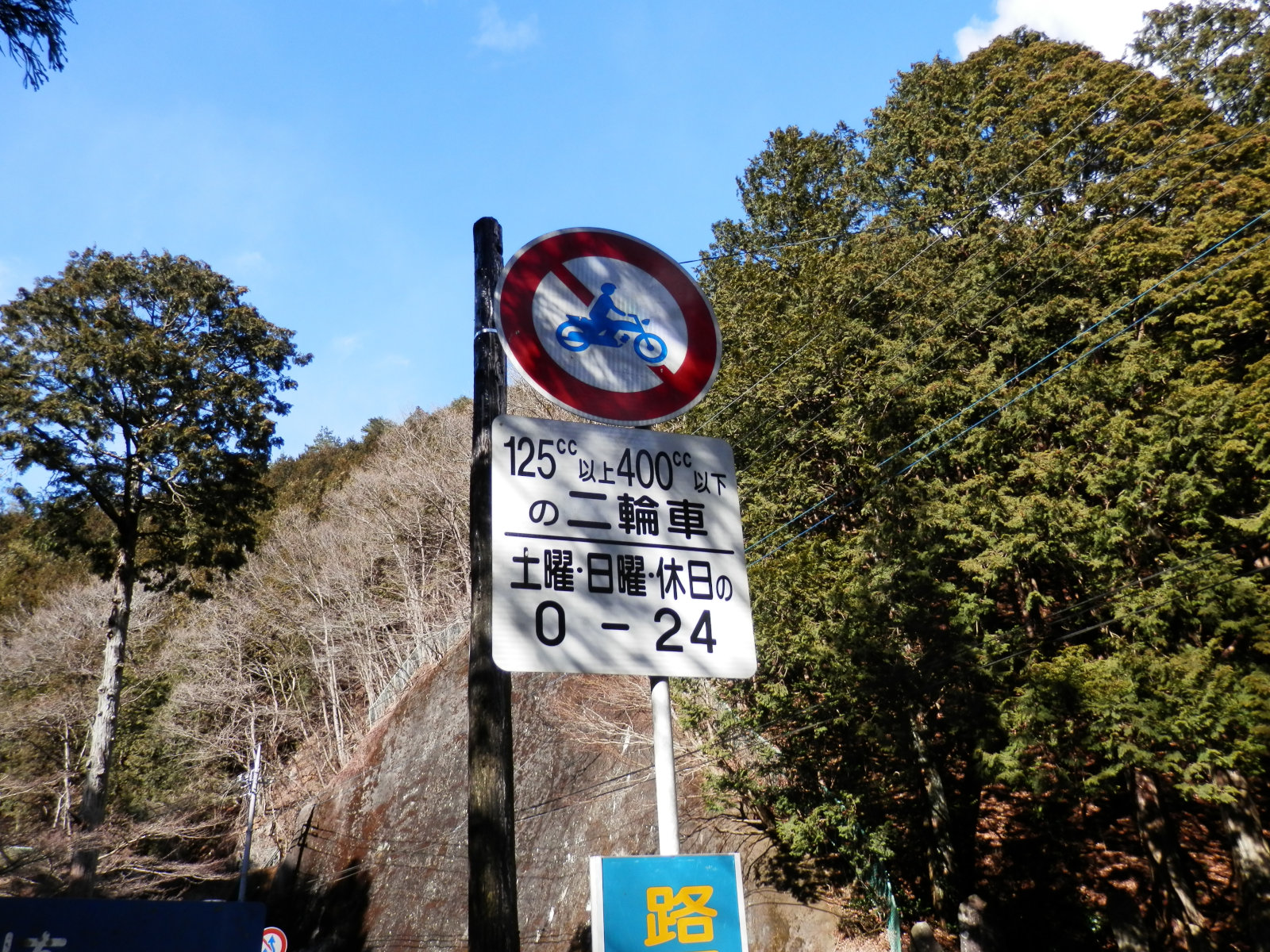
二輪通行規制標識